# Luciferian
Luciferian ist eine Black-Metal-Band aus Kolumbien, die in der südamerikanischen Black-Metal-Szene, wegen der Auftritte mit Bands wie Mayhem, Marduk, Dark Funeral, Krisiun, Gorgoroth und Incantation bekannt wurde.

## Geschichte
Die Band wurde 1996 von Sänger Hector Carmona gegründet und besteht momentan ihm, German Valencia (Gitarre), Oscar Corrales (Gitarre), Jhonier Garcia (Schlagzeug) und Mauricio Arbelaez (Bass).
1999 veröffentlichte die Band ihre erste Promo-CD Place of the Final Throne, welche in der südamerikanischen Metal-Szene gut ankam. 2003 ging die Band mit der schwedischen Band Marduk auf Tour. Im November 2004 begannen die Aufnahmen zu ihrem Debütalbum Supreme Infernal Legions, die bis Juli 2005 andauerten. Das Album wurde jedoch erst 2006 veröffentlicht. Danach ging die Band auf Supreme Infernal Legions Tour 2006, welche die Band durch Chile, Peru, Bolivien, Ecuador, Kolumbien, Argentinien und Uruguay führte. Bei den ersten beiden Konzerten wurde die Band durch Dark Funeral unterstützt.
In den letzten Jahren wurde die Band von Krisiun, Incantation und Gorgoroth eingeladen auf Konzerttour zu gehen. Im Oktober 2008 startete die Band ihre Luciferian Perversion Tour, welche die Band durch Peru, Ecuador, Kolumbien, Argentinien, Bolivien und Chile führte. Diese Tournee dauerte knapp drei Monate. Auf dieser spielte die Band in Quito, der Hauptstadt Ecuadors, zusammen mit Mayhem.
2009 spielte die Band mit der griechischen Band Naer Mataron. 2010 soll sie mit der deutschen Band Nargaroth spielen.

## Diskografie
- 1999: Place of the Final Throne (Promo, Eigenproduktion)
- 2006: Supreme Infernal Legions (Satan’s Retaliation Production)